# 拖拉机站

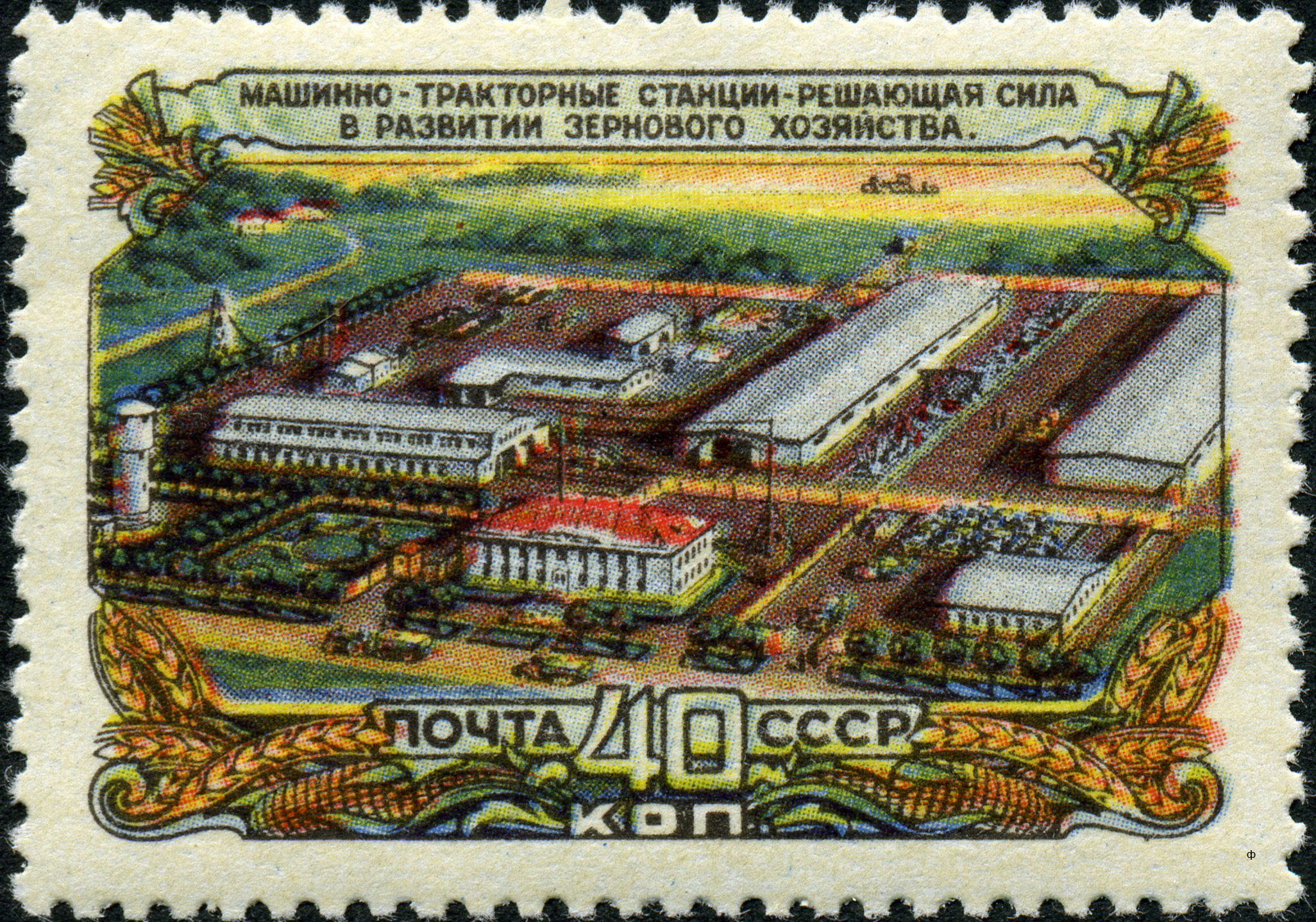
1940年苏联邮票上的拖拉机站

机械与拖拉机站（俄语：машинно-тракторная станция，МТС）是苏联时期分布在集体农庄或国营农场的国有农机企业，负责农机推广、管理和服务于一体的基层组织。中国乡镇的农机站是类似的机构。

## 历史
苏联第一个拖拉机站于1928年在敖德萨州Shevchenkivska组建，提供共享农机与技术人员。到1930年代早期，随着苏联拖拉机工业的发展，全苏普遍建立了基层拖拉机站。1932年已经有了7.5万台拖拉机。当时的集体农村的人员素质不足以维护保养拖拉机等大型农机。 集体农庄以实物方式支付（俄语：натуральная оплата, натуроплата）。
服务于多个集体农庄的拖拉机站持续存在到1958年。随后，拖拉机分给集体农庄，拖拉机站改为机械服务站(俄语：ремонтно-техническая станция, РТС)。在很长时间内仍被习惯称为老名字。1972年进一步改名为农机地区协会 (俄语：Сельхозтехника,是的缩写). 